# 啟定
啟定（越南语：／，1916年-1925年）是越南大南国阮朝啟定帝的年号。維新十年四月初二日（1916年5月3日），維新帝離開皇宮，反抗法國統治。法國殖民政府決定另立新帝。四月十七日（5月18日），啟定帝在太和殿即位，改元啟定，共计10年。
四月十五日（5月16日），內閣進呈擬定年號，其中有“啟衷”二字，啟定帝硃圈“啟”字，劃掉了“衷”字，在旁邊改為“定”字。內閣將“啓定”解釋為“穩定和平的開始”，並從古代典籍中尋找了兩個出處：“大啟爾宇，克定厥家”（《詩經》）和“靈命重啓，蕩定有期”（《周書》）。

## 改元
- 启定元年四月十七日，启定帝在太和殿即位，改元启定。

## 纪年
| 啟定     | 元年    | 2年     | 3年     | 4年     | 5年     | 6年      | 7年      | 8年      | 9年      | 10年     |
| -------- | ------- | ------- | ------- | ------- | ------- | -------- | -------- | -------- | -------- | -------- |
| 公元     | 1916年  | 1917年  | 1918年  | 1919年  | 1920年  | 1921年   | 1922年   | 1923年   | 1924年   | 1925年   |
| 干支     | 丙辰    | 丁巳    | 戊午    | 己未    | 庚申    | 辛酉     | 壬戌     | 癸亥     | 甲子     | 乙丑     |
| 中华民国 | 民国5年 | 民国6年 | 民国7年 | 民国8年 | 民国9年 | 民国10年 | 民国11年 | 民国12年 | 民国13年 | 民国14年 |
| 日本     | 大正5年 | 大正6年 | 大正7年 | 大正8年 | 大正9年 | 大正10年 | 大正11年 | 大正12年 | 大正13年 | 大正14年 |